# 郭云强
郭云强（1986年9月—），男，河南博爱人，中华人民共和国政治人物。现任中共温州市洞头区委书记。

## 生平
2007年6月加入中国共产党。2008年毕业于郑州大学广播电视新闻学专业，后进入清华大学新闻与传播学院新闻传播学科攻读研究生，2013年取得博士学位。
2013年作为选调生任丽水学院艺术学院科研办主任。曾挂任遂昌县大柘镇任党委副书记、遂昌县金竹镇镇长。2015年11月，任共青团丽水市委副书记。2016年11月，任遂昌县副县长；2019年5月任中共丽水市莲都区委常委，2019年9月任莲都区委常委、碧湖镇党委书记。2021年1月31日任温州市洞头区区长。
2021年11月，任洞头区委书记。